# CSM Satu Mare (handbal masculin)
CSM Satu Mare a fost o echipă de handbal din Satu Mare.
În sezonul competițional 2008-2009, echipa a promovat în Liga Națională, însă după trei sezoane, în sezonul 2011-2012, a retrogradat în Divizia A.